# آرثر ويليامسون
آرثر ويليامسون (بالإنجليزية: Arthur Williamson)‏ (26 يوليو 1930 في المملكة المتحدة - ) هو لاعب كرة قدم بريطاني في مركز الظهير. لعب مع نادي كلايد.